# Universidad Tulane
La Universidad Tulane (en idioma inglés y oficialmente The Tulane University of Louisiana) es una universidad privada, laica, con vocación por la investigación, ubicada en Nueva Orleans, estado de Luisiana, en los Estados Unidos.  Fue fundada en 1834 como una escuela médica pública que se desarrolló a lo largo de la década de 1830, hasta convertirse formalmente en una universidad en el año de 1847. Fue privatizada bajo el patrocinio del filántropo Paul Tulane y de Josephine Louise Newcomb en 1884. Tulane es parte de la Asociación de Universidades Americanas.

## Historia

### Fundación
La Universidad Tulane fue fundada en 1834 como el Medical College of Louisiana,  como respuesta a las epidemias de viruela, fiebre amarilla y cólera que se daban en la época en los Estados Unidos. La Universidad fue en un tiempo, en la primera mitad del siglo XIX, el segundo hospital en el sur y el 15.º de los Estados Unidos. En 1847, la legislatura estatal estableció la escuela como la  Universidad de Luisiana, una universidad pública. Poco más tarde, le fue añadido el departamento de leyes (Tulane University Law School). En 1851, se seleccionó al primer presidente de la universidad: Francis Lister Hawks, un obispo episcopal y ciudadano prominente de Nueva Orleans.
Fue cerrada entre 1861 y 1865, durante la guerra civil estadounidense.  Al concluir el conflicto y reabrirse la universidad, pasó por serias dificultades financieras, debido al clima de depresión económica que se vivía en la región en aquel entonces. Fue entonces cuando Paul Tulane, empresario y filántropo, donó los terrenos en que está enclavada la institución a fin de favorecer su resurgimiento. Esta donación condujo a la formación de un Fondo, el Tulane Educational Fund (TEF). Como respuesta, bajo la influencia del general de la Guerra Civil, Randall Lee Gibson, la legislatura estatal de Luisiana, transfirió el control de la Universidad de Luisiana, existente, a los administradores del TEF en 1884.  Ese fue propiamente al acto de creación de la Universidad Tulane. Al ser privatizada la Universidad, se convirtió en la primera y única universidad norteamericana en haber sido pasado del sector público al privado.
En 1885, se estableció la división de graduados que más tarde se transformaría en la Escuela de Graduados de la Universidad. Un año más tarde, las donaciones por más de 3,6 millones de dólares por parte de Josephine Louise Newcomb permitieron el establecimiento del H. Sophie Newcomb Memorial College dentro de la Universidad Tulane. Este fue el primer colegio para mujeres a nivel universitario, que habría de convertirse en un modelo empleado por instituciones como el afamado Pembroke College de la Brown University. En 1894 se formó el Colegio de Tecnología, que después se convertiría en la Escuela de Ingeniería. El mismo año de 1894 la Universidad se trasladó a su campus actual en la histórica St. Charles Avenue, que ganó fama por el trayecto de su famoso tranvía.

### sigloXX

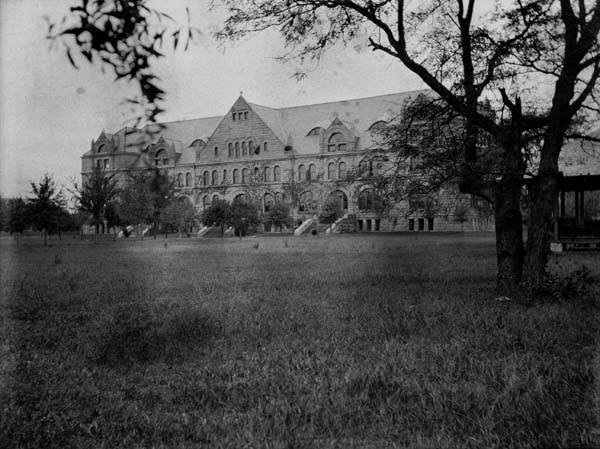
Una vista del Gibson Hall en 1904, en el campus urbano de la Universidad Tulane.

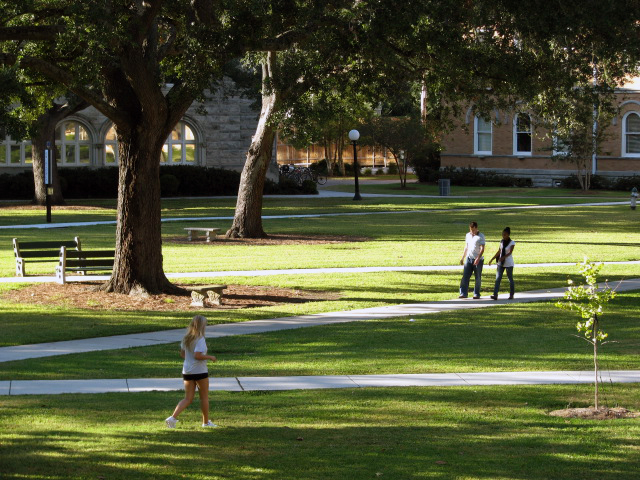
El Gibson Quad. en el campus central de Tulane.

Con las obras logradas en el siglo XIX, la Universidad logró una base fundacional firme que le permitió continuar su crecimiento a lo largo del siglo XX. En 1901, se puso la primera piedra para la biblioteca F.W. Tilton gracias a los donativos del empresario Frederick William Tilton (1821–1890). En 1907, se estableció la base para la creación de la Escuela de Arquitectura. Un año más tarde se crearon las escuelas de Odontología y Farmacia aunque fue sólo de manera temporal ya que la escuela de Odontología cerró sus puertas en 1928 y Farmacia, en 1934. En 1914, se estableció el Colegio de Comercio, la primera escuela de negocios en las universidades del sur de los Estados Unidos.  En 1925, se creó la Escuela de Graduados y dos años más tarde se estableció la Escuela de Trabajo Social. También en el tema de las artes Tulane promovió el estudio universitario creando la Newcomb School of Art con William Woodward como su primer director. 
En 1925 se fundó el Middle American Research Institute con la intención de hacer investigación histórica, arqueológica sobre botánica así como de los recursos naturales de la cuenca del Golfo de México.
El University College se estableció en 1942 como la división para la formación universitaria continua. Hacia 1950, la Escuela de Arquitectura se independizó de la de Ingeniería y en 1958, la Universidad fue seleccionada para formar parte de la Asociación de Universidades Americanas, una organización que incluye las 62 más importantes universidades de los Estados Unidos. La Escuela de Salud Pública y Medicina Tropical fue separada de la Escuela de Medicina en 1967. 
El 23 de abril de 1975 el presidente Gerald R. Ford, Jr., pronunció un discurso histórico en la Universidad Tulane para anunciar el fin de la guerra de Vietnam, una semana antes de la caída de Saigón.

### sigloXXI

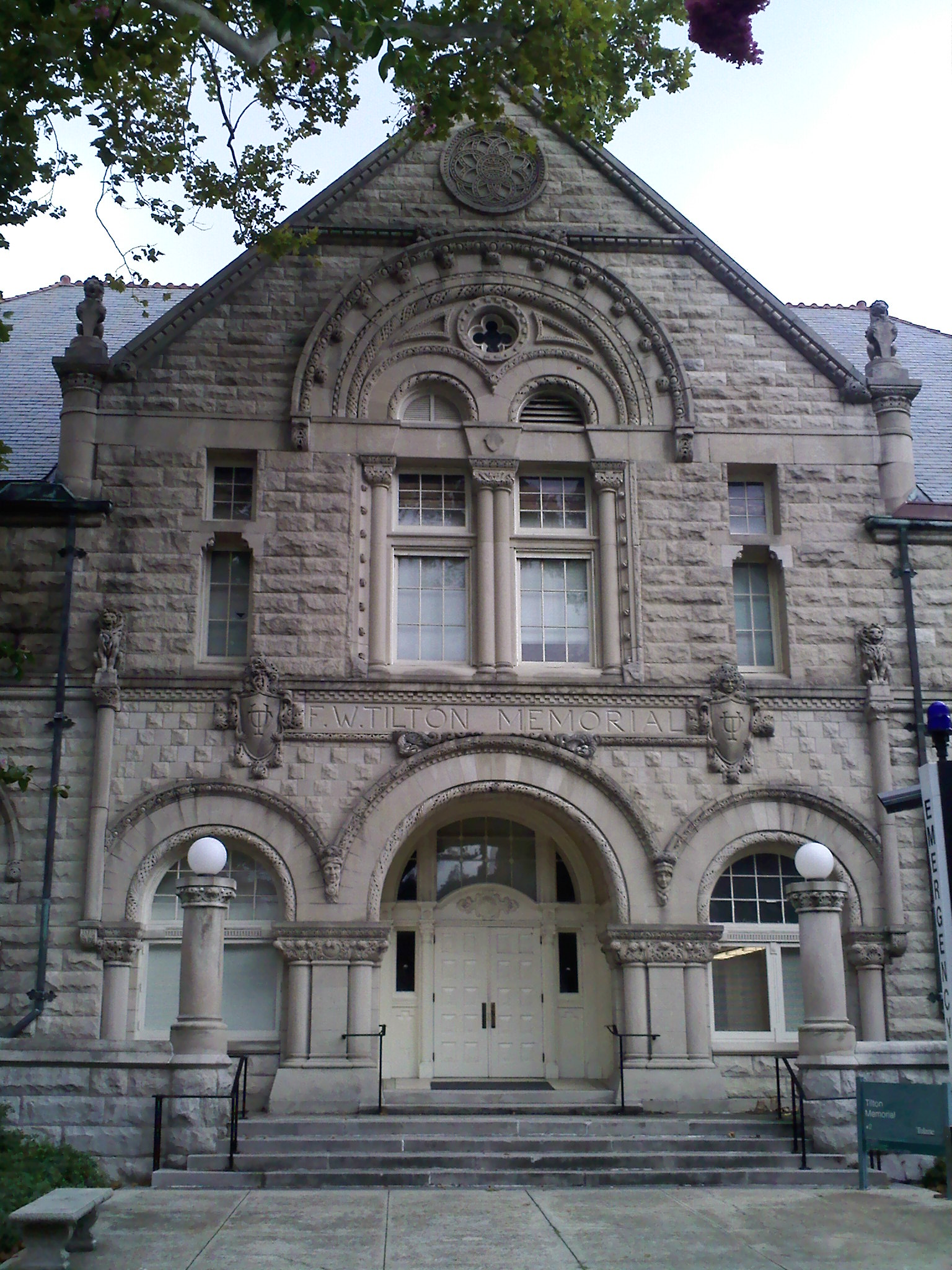
Tilton Memorial Hall, residencia de los departamentos de Economía y de Economía Política.

Como resultado de los efectos del Huracán Katrina, en agosto de 2005, la mayor parte de la universidad fue cerrada por segunda vez en su historia. La Escuela de Salud Pública permaneció abierta y sus programas fueron adaptados a la eventualidad. La Escuela de Medicina fue relocalizada temporalmente en Houston, Texas. La mayoría de los alumnos de la institución se tuvo que dispersar por todos los Estados Unidos.
Para enfrentar la crisis económica derivada de lo anterior, la administración universitaria anunció un programa de renovación y actividades de solidaridad con la ciudad de Nueva Orleans, que ha estado en proceso de restauración desde la catástrofe. Entre otras cosas se crearon requisitos de trabajo social para los alumnos de licenciatura, que han contribuido a la regeneración de los bienes de la universidad y de la ciudad en su conjunto.

## Campus
El campus principal de la universidad se localiza en la avenida Saint Charles, en la parte norte de la ciudad de Nueva Orleans. Consta de una superficie de alrededor de 0,5 km², muy cerca del parque Audubon. Establecido en los años de 1890, el campus tradicional es conocido por sus hermosos jardines, su robledal y su arquitectura histórica. Se le conoce popularmente como el Campus de San Carlos (St. Charles Campus). 
El primer edificio para fines académicos construido en la universidad (1894) fue el Gibson Hall, que alberga actualmente las Escuelas de Arquitectura y Trabajo Social. En el centro del campus se encuentran la mayor parte de las residencias estudiantiles, así como el Newcomb Campus, diseñado por el arquitecto James Gamble Rogers de Nueva York, reconocido por su trabajo en otro campus universitario famoso, el de la Universidad Yale. En esta área del Newcomb Campus se encuentran los teatros de representación de bellas artes.
Después del huracán Katrina, se han continuado las construcciones y, desde luego, se ha dado énfasis a la restauración de las áreas dañadas por el meteoro.  La más reciente de las residencias fue terminada de construir precisamente en 2005, e inaugurada en 2006, es la Lallage Feazel Wall Residential College.  El Centro Lavin-Bernick para la vida universitaria se renovó, convirtiéndose en un edificio amistoso al medio ambiente que se abrió a los estudiantes en 2007. En 2009, la Universidad alteró la avenida McAlister para convertirla en una calle peatonal rodeada de jardines orientales adornados por magnolias japoneses y un sistema de iluminación muy llamativo. Se ha construido también un corredor para bicicletas que va a lo largo de la avenida St. Charles, frente al campus universitario.
Otros campus

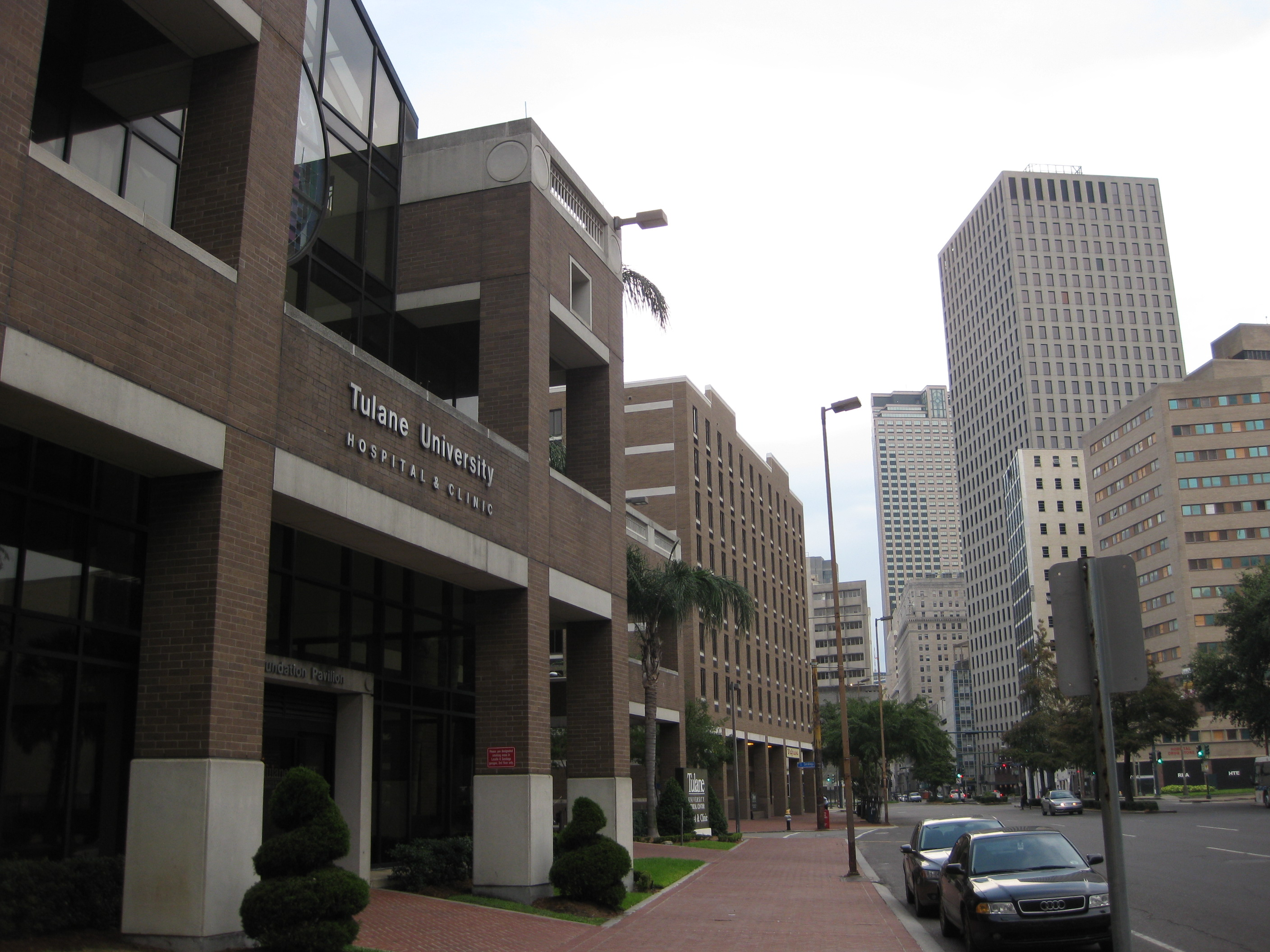
Hospital de la Universidad Tulane, localizado en el distrito médico de Nueva Orleans.

- El campus donde se ubican las instalaciones de la universidad para las Ciencias de la Salud, en el centro de Nuevo Orleans cerca del Louisiana Superdome.
- La Plaza Tulane University, localizada en las avenidas Broadway y Leake Avenue de Nuevo Orleans.[14]
- El Centro Nacional para investigación de primates ubicado en Covington, Luisiana, uno de ocho centros para investigar asuntos de salud humana en primates de los Estados Unidos.
- Centro de Investigación F. Edward Hebert, cerca de  Belle Chasse, Luisiana, para las ciencias computacionales, la bioingeniería y la biología.
- Campus satélites para la continuación de los estudios, localizados en: el centro de Nuevo Orleans, en Elmwood, Luisiana; en Biloxi; y en Madison, Misisipi.[15][16]
- Programas diversos foráneos en Houston; Cali, Colombia; Santiago de Chile, Chile; Shanghái, China; y Taipéi, Taiwán, en donde se ofrece en programa ejecutivo de Máster en Administración de Empresas. La Universidad de Tulane tiene también un programa vinculado con la Universidad de Ginebra, en Suiza.
- La Escuela de Leyes Tulane ofrece cursos en Europa y programas de verano en Inglaterra, Francia, Alemania, Grecia, Italia, y  Holanda.[17]

## Organización y academia

### Organización
Como organización privada, la universidad ha sido gobernada desde 1884 por un Consejo de Administración que fue establecido en 1882.  Desde entonces, han presidido ese órgano administrativo 14 personas.

### Escuelas

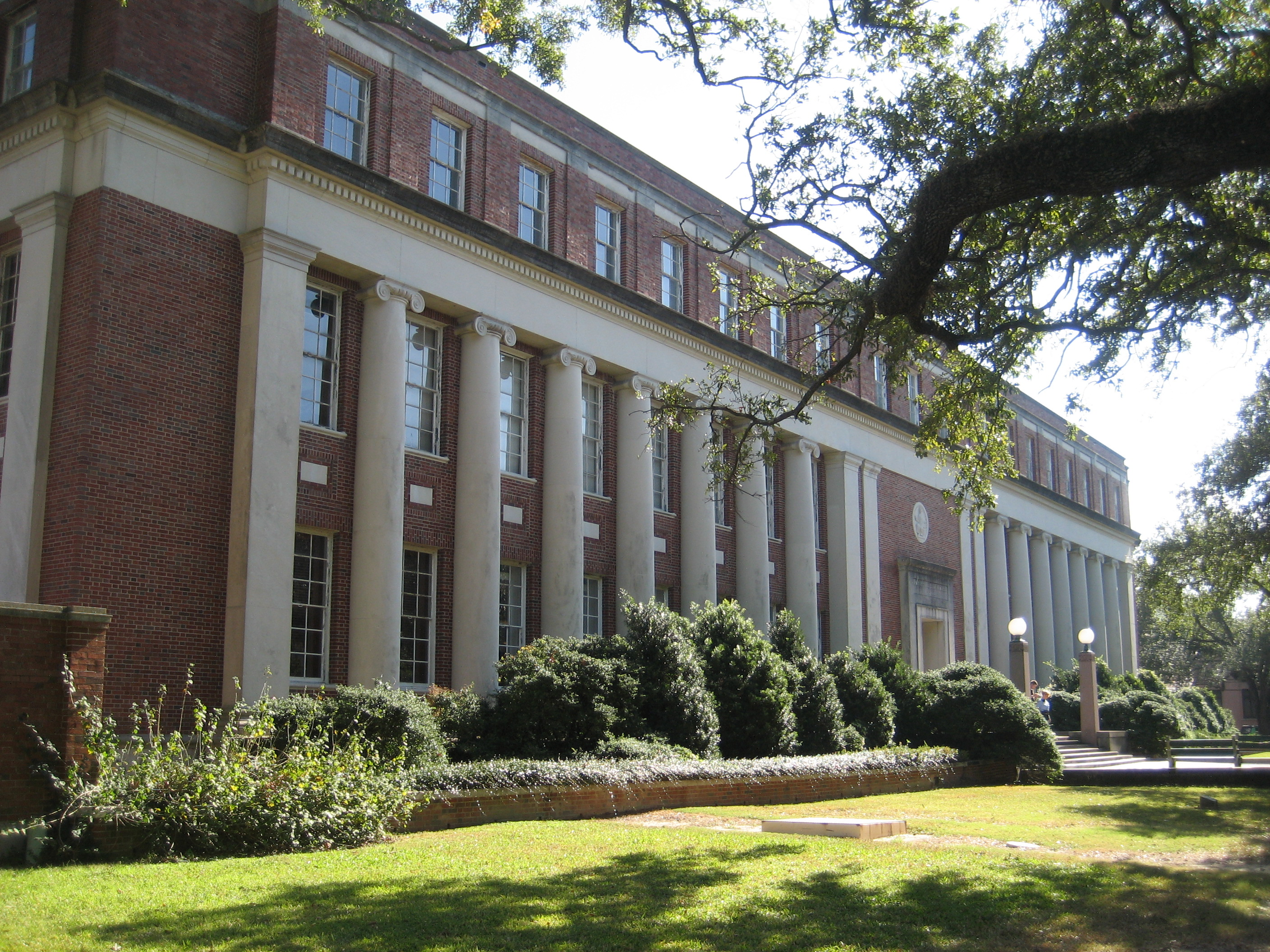
Jones Hall, local que fue de la Escuela de Derecho Tulane. Ahora alberga entre otras dependencias a la Biblioteca de Estudios Clásicos y la de Estudios Latinoamericanos.

La Universidad Tulane está organizada en 10 escuelas o centros que se orientan a las artes, las ciencias, y las profesiones especializadas. Los estudiantes de licenciatura están inscritos en lo que se denomina Newcomb-Tulane College. Los programas de graduados y posgraduados son controlados desde las diferentes facultades. 
- Escuela de Arquitectura, cuyos primeros cursos se inauguraron desde 1894, aunque existe como escuela independiente desde 1953.[20]

- Escuela de Negocios Alfred Bird Freeman, nombrada así en honor de uno de sus benefactores, quien fuera presidente de la Coca Cola de Luisiana. Está clasificada como la escuela de negocios número 44 de los Estados Unidos.[21]

- Escuela de Derecho, establecida en 1847, es la 12.ª más antigua escuela de derecho de los Estados Unidos.[22]

- Escuela de Artes Liberales, que consta de 15 distintos departamentos y 22 programas interdisciplinarios.[23]

- Escuela de Medicina, fundada en 1834, fue de hecho la primera facultad en existir dentro de la Universidad Tulane y es la 15.ª escuela de medicina más antigua de Estados Unidos.[24]

- Escuela de Salud Pública y Medicina Tropical, posiblemente la más antigua de los Estados Unidos en su especialidad.

- Escuela de Ciencia e Ingeniería, en donde se enseñan las disciplinas científicas, entre las que están: Ingeniería química, Ingeniería biomédica, Biología molecular, Ecología, Matemáticas, Neurociencia, Geología y otras.[25]

- Escuela de Ciencias Sociales y Servicios Públicos fundada en 1914 que tuvo el primer programa de trabajo social del sur profundo de los Estados Unidos.

- La Universidad Tulane ofrece un programa de estudio continuado por medio de la Escuela de Estudios Continuados.

- Investigación: Tulane tiene también diversos centros e institutos de investigación tanto en la rama de las ciencias aplicadas como en las ciencias sociales.[26]